# Adriana Alvim Burke
Adriana Alvim Burke (nascida Viola; em 26 de dezembro de 1968), comumente conhecida como Adriana, é uma ex-futebolista brasileira que jogou como atacante pela Seleção Brasileira de Futebol Feminino. Ela fez parte da equipe na Copa do Mundo Feminina da FIFA de 1991. A nível de clubes, ela jogou pelo EC Radar no Brasil.
Enquanto jogava futebol universitário pelo St. John's Red Storm, Adriana estabeleceu recordes de gols (40) e pontos (91), que não foram quebrados até 2015 por Rachel Daly. Ela foi introduzida no Hall da Fama do programa em 2014.
Na Copa do Mundo Feminina da FIFA de 1991, Adriana foi titular em dois dos três jogos da fase de grupos, quando o Brasil foi eliminado na primeira fase.